# Bangor Castle

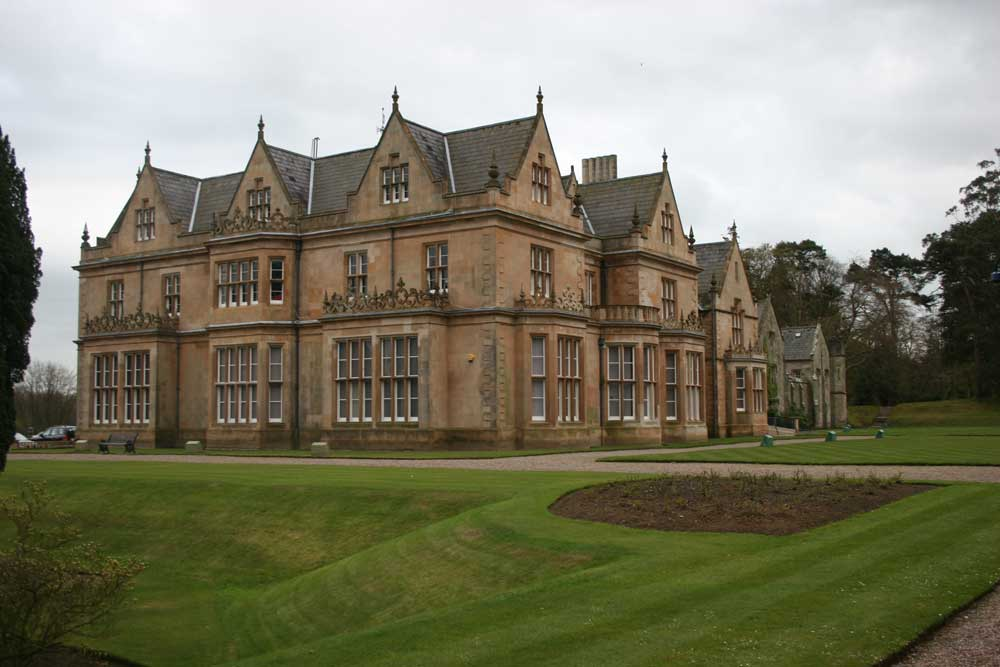
Bangor Castle

Bangor Castle (irisch Caisleán Bheannchair) ist ein Landhaus im Castle Park der Stadt Bangor im nordirischen County Down. 
Das imposante Gebäude ist ein elegantes Herrenhaus im neugotischen Stil mit 35 Schlafzimmern und einem riesigen Musiksalon. Es wurde an ein früheres Kloster angebaut, das von Franziskanern bis zur Aufhebung der englischen Klöster unter Heinrich VIII. 1542 bewohnt war. Heute befinden sich dort die Büros der Stadtverwaltung.

## Geschichte
Das Haus wurde von dem schottischen Architekten William Burn entworfen und 1852 für Robert Edward Ward, den Bruder des dritten Viscount Bangor und High Sheriff of Down für das Jahr 1842, fertiggestellt. Das Anwesen hatte eine Fläche von etwa 24 km² und umfasste die Hälfte der Stadt Bangor. Roberts einzige Tochter und Erbin, Matilda Catherine Maude, heiratete den Soldaten John Bingham, 5. Baron Clanmorris. Nach seinem Tod 1916 wurde Lady Clanmorris Eigentümerin des Hauses.
Als die Bezirksverwaltung nach dem Tode Lady Clanmorris 1941 das Herrenhaus und das Anwesen kaufte, wurde aus dem Musiksalon das Rathaus. Die erste Bezirksverordnetenversammlung wurde dort fast genau 100 Jahre nach der Fertigstellung des Gebäudes abgehalten.
Die Gärten, die von der Familie Ward in den 1840er-Jahren angelegt wurden, gewannen viele Preise für ihre hervorragenden Blüten und sind öffentlich zugänglich. Im Haus ist auch Museum der Familien Ward und Bingham untergebracht, wo man auch das Victoria-Kreuz sehen kann, das Edward Bingham, Sohn des 5. Lord Clanmorris, verliehen wurde.

## Quelle
- Irish Castles - Bangor Castle. Abgerufen am 9. Oktober 2015 (englisch).

Koordinaten: 54° 39′ 22,7″ N, 5° 40′ 9,1″ W